# Деалу Падуриј (Арђеш)
Деалу Падуриј (рум. Dealu Pădurii) насеље је у Румунији у округу Арђеш у општини Котмеана. Oпштина се налази на надморској висини од 488 m.

## Становништво
Према подацима из 2002. године у насељу је живело 165 становника, од којих су сви румунске националности.